# 叔丁基磷杂乙炔
叔丁基磷杂乙炔，即2,2-二甲基磷杂丁炔，是一种有机化合物，化学式为C5H9P。

## 制备
在正戊烷溶剂中，将2,2-二甲基丙酰氯加入至三(三甲基硅基)膦，于室温反应，蒸去溶剂后再与氢氧化钠反应，可以得到产物。

## 性质
叔丁基磷杂乙炔在108 K时为正交晶系晶体，晶胞参数a= 8.662(2)，b=7.072(7)，c=10.569(1) A，空间群Cmc21。
它在室温和叠氮化苄通过[3+2]环加成反应，得到5-叔丁基-3-苄基-3H-1,2,3,4-三氮杂磷杂环戊二烯。它和一些金属化合物反应，可以得到有机金属杂环化合物。